# فدراسیون بسکتبال بوسنی و هرزگوین
فدراسیون بسکتبال بوسنی و هرزگوین (انگلیسی: Basketball Federation of Bosnia and Herzegovina) نهاد اداره کننده ورزش بسکتبال در کشور بوسنی و هرزگوین است. این فدراسیون که در سال ۱۹۵۰ تأسیس شده مقر آن در شهر سارایوو قرار دارد.